# Ann Deas
Ann Deas, var en amerikansk hotellägare. 
Hon var dotter till Abigail Deas Jones och styvdotter till Jehu Jones Sr. (1769-1833). Både hennes mor och styvfar var fria färgade. Hennes styvfar, som frigetts 1798 och blivit en framgångsrik skräddare, hade 1816 köpt ett hotell, The Burrows-Hall House, som blev ett av de största hotellen i Charleston, frekventerat av förmögna vita och skött av en förslavad tjänarstab. Hennes mor tog med henne och hennes tre styvbröder till New York 1822, och när en ny lag infördes i South Carolina som förbjöd fria färgade personer att återvända till delstaten om de lämnade den, kunde de inte återvända. 
När Jehu Jones avled 1833 lämnade hans in förmögenhet till sin styvdotter och sina söner (hans fru var då död), medan hans fastigheter beslagtogs av delstaten. Ann Deas utverkade dispens av guvernören att återvända och kunde 1834 överta sin styvfars hotell. Hon drev Jones Inn i Charleston från 1834 till 1847. Hon kallade hotellet Mansion House Hotel.   Hon använde sig av slavarbetskraft: 1840 hade de fem slavar i hotellpersonalen.
Det var vanligt för fria färgade kvinnor att vara verksamma inom affärsvärlden och de var också vanligt att affärskvinnor överlag var färgade, då fattiga vita kvinnor kunde försörjas av generösa välgörenhetsföreningar och kvinnor vid denna tid inte väntades arbeta om de inte tvingades, och Ann Deas tillhörde de mest betydande. Hon överlät 1847 sitt hotell på sin affärspartner Eliza A. Johnson.